# Универзитет Пенсилваније
Универзитет Пенсилваније (енгл. University of Pennsylvania) је приватни универзитет у Филаделфији. Члан је Ајви лиге. Универзитет тврди да је датум оснивања 1740. година и да је један од девет колонијалних колеџа заснованих пре Америчке декларације о независности. Бенџамин Френклин, Пенов оснивач и први председник, залагао се за образовни програм који је обучавао вође у трговини, влади и јавним службама, слично савременом наставном програму либералних уметности.
Пен има четири додипломске школе, као и дванаест дипломских и професионалних школа. Школе које уписују додипломске студенте укључују Колеџ за уметност и науку, Факултет за инжењерство и примењене науке, Вортонова школа и Школу за медицинску негу. Пенов правилник „Једног универзитета“ омогућава студентима да се упишу на наставу у било којој од 12 Пенових школа. Међу високо рангираним постдипломским и стручним школама су правна школа чији је први професор написао први нацрт Устава Сједињених Држава, прва медицинска школа у Северној Америци (Перелманова медицинска школа, 1765) и прва колегијатна пословна школа (Вортонова школа, 1881).
На Пену се налази и прва зграда и организација „студентске уније“ (Хјустон Хол, 1896), први католички студентски клуб у Северној Америци (Њуманов центар, 1893), први двоспратни колеџ фудбалски стадион (Френклин фиелд, 1924. када је изграђен други ниво), и Морисов арборетум, званични арборетум Комонвелта Пенсилваније. Први електронски рачунар опште намене (ENIAC) развијен је у Пену и формално је посвећен 1946. године. Универзитет је 2019. године имао приходе од 14,65 милијарди долара, шести по величини буџет међу свим универзитетима у Сједињеним Државама, као и истраживачки буџет од 1,02 милијарде долара. Универзитетски атлетски програм, Квекери, обухватга теренске универзитетске тимове у 33 спорта као члан конференције NCAA дивизије I Лиге бршљана.
Према подацима из 2018. године, угледни алумни и/или повереници укључују три судије Врховног суда САД, 32 сенатора САД, 46 гувернера САД, 163 чланова Представничког дома САД, осам потписника Декларације о независности и седам потписника Устава САД (од којих су четворица потписала оба, што представља две трећине од шест људи који су потписали оба), 24 члана Континенталног конгреса, 14 страних шефова држава и два председника Сједињених Држава, укључујући Доналда Трампа. Према подацима од октобра 2019. године, 36 нобеловаца, 80 чланова Америчке академије уметности и наука, 64 милијардера, 29 Родсових стипендиста, 15 Маршалових стипендиста, и 16 добитника Пулицерове награде повезани су са овим универзитетом.
Једна од првих студенткиња и касније првих професорки овог Универзитета је проф. др Медлин Жилије, награђивана хемичарка француског порекла која се, између осталог, залагала и извршила значајан утицај на једнак положај жена и мушкараца.

## Историја
Године 1740, група Филаделфијанаца организовала се да подигне велику салу за проповедање Џорџа Вајтфилда, путујућег јеванђелисте који је обилазио америчке колоније држећи проповеди на отвореном. Зграду је пројектовао и саградио Едмунд Вули и била је највећа зграда у Филаделфији у то време, која је привукла хиљаде људи када је први пут у њој проповедано..‍:26 Сала за проповедање је првобитно требало да служи и као просторија добротворне школе, али је недостатак средстава узроковао да се одустане од планова за капелу и школу.
Према Франклиновој аутобиографији, он је 1743. године први пут имао идеју да оснује академију, „сматрајући да је рев. Ричард Петерс подесна особа да руководи таквом институцијом“. Петерс је одбио успутни Франклинов упит, али је био један од Пенових оснивача од 1749. до 1776. године, председник одбора поверилаца од 1756. до 1764. и благајник управног одбора од 1769. до 1770. године).
Шест година касније, Френклин је поново контактирао Петерса и друге.‍:30 У јесен 1749, Френклин је дистрибуирао памфлет „Предлози који се односе на образовање младих у Пенсилванији“, своју визију онога што је назвао „Јавном академијом Филаделфије“, којим се залагао за оснивање институције која би свим грађанима пружала могућност стицања високог образовања.
Предлог из 1749. се сматрао иновативним у то време, и Френклин је организовао 24 повереника да помогну у вођењу институције коју је замислио. Група је набавила упражњену зграду након што су њени власници затражили од Франклинове групе да преузме њихове дугове и, сходно томе, њихове неактивне фондове. Дана 1. фебруара 1750. године нови управни одбор преузео је зграду и повереништва старог одбора. Дана 13. августа 1751. године, Филаделфијска академија је, користећи велику салу у 4. и Арч улицама, основана и почела да прима своје прве средњошколце. Добротворна школа је такође основана 13. јула 1753,‍:12 по вољи првобитних донатора, иако је трајала само неколико година. Дана 16. јуна 1755. године, Филаделфијски колеџ је добио дозволу, што је отварало пут додавању наставе на основним студијама.‍:13 Све три школе су делиле исти управни одбор и сматране су делом исте институције. Прве стартне вежбе одржане су 17. маја 1757. године.‍:14
Универзитет у Пенсилванији себе сматра четвртом најстаријом високошколском институцијом у Сједињеним Државама, иако то оспоравају универзитети Принстон и Колумбија.
За разлику од других колонијалних колеџа који су постојали 1749, укључујући Харвард, Вилијам и Мери, Јејл и Колеџ у Њу Џерсију, Френклинова нова школа није се фокусирала искључиво на образовање свештенства. Он је заступао тадашњи иновативни концепт високог образовања, који је обухватао подучавање орнаменталног знања уметности и практичне вештине неопходне за зарађивање за живот и обављање јавне службе. Предложени студијски програм могао је да постане први модерни наставни план и програм слободних уметности у земљи, иако никада није спроведен јер су англикански свештеник Вилијам Смит, који је постао први провост, и други повереници свесрдно преферирали традиционални наставни план и програм.
Френклин је саставио одбор повереника из редова водећих грађана Филаделфије, први такав несекташки одбор у држави. На првој седници одбора повереника од 13. новембра 1749. године, питање где ће се школа налазити била је главна брига. Иако је Џејмс Логан, власник празног плаца преко пута Шесте улице код старе Државне куће Пенсилваније, касније преименоване и широко познате од 1776. као Дворана независности, бесплатно понудио ту локацију, повереници су сматрали да је зграда коју је Едмунд Вули подигао 1740. године за Џорџа Вајтфилда, која је још увек била празна, била је још пожељније место.
Ова високошколска институција је од 1755. до 1779. носила назив и била је позната као Филаделфијски колеџ. Године 1779, не верујући тадашњим лојалистичким тенденцијама провоста Вилијама Смита, револуционарна Државна законодавна власт је створила универзитет, а 1785. законодавна власт је променила име у Универзитет Државе Пенсилваније. Резултат је био раскол, при чему је Смит наставио да ради на смањеној верзији Филаделфијског колеџа. Године 1791, законодавна власт је издала нову повељу, спајајући ове две институције у нови Универзитет Пенсилваније са дванаест људи из сваке институције који су служили у новом одбору повереника.
Иако је Пен почео да ради као академија или средња школа 1751. године и добио своју универзитетску повељу 1755. године, првобитно је 1750. годину одредио као датум свог оснивања. Нешто касније у својој раној историји, Пен је почео да именује 1749. годину као датум свог оснивања, који је наставио да се помиње као датум оснивања више од једног века, укључујући и на прослави стогодишњице 1849. године. Године 1899, управни одбор је изгласао да се датум оснивања поново прилагоди на ранији датум, овог пута на 1740. годину, датум „стварања најранијег од многих образовних фондова које је Универзитет преузео на себе“, наводи се у књизи универзитетске историје. Управни одбор је гласао као одговор на трогодишњу кампању Пеновог Генералног алумни друштва да ретроактивно ревидира датум оснивања универзитета на 1740. годину из више разлога, укључујући и то да би изгледао старији од Универзитета Принстон, који је одобрен 1746. године.